# Marc Laffitte
 (mars 2017).
Si vous disposez d'ouvrages ou d'articles de référence ou si vous connaissez des sites web de qualité traitant du thème abordé ici, merci de compléter l'article en donnant les références utiles à sa vérifiabilité et en les liant à la section « Notes et références ».
Marc Laffitte est un chimiste français né à Nancy le 11 décembre 1929, spécialisé dans la thermodynamique. Il a beaucoup œuvré pour l'enseignement de la chimie. Il est décédé à Cassis le 14 septembre 2016.

## Études
Marc Laffite a fait sa thèse au laboratoire de chimie minérale de la Sorbonne sous la direction de Jacques Bénard à partir de 1953 et l'a soutenue en 1958 sous le titre Étude cristallochimique et thermodynamique des sulfures de nickel et de cobalt.
Il a ensuite effectué un stage post-doctoral au National Physical Laboratory (Teddington, UK) dans l'équipe du professeur Oswald Kubachewski, pour se spécialiser en thermodynamique métallurgique.

## Carrière
Marc Laffite a été nommé maître de conférence à la faculté des sciences de Marseille en 1960. Il a pris la direction du Centre de Thermodynamique et de Microcalorimétrie du CNRS, à Marseille, de 1966 à 1981.  Il a également été président de la commission de thermodynamique de l'IUPAC entre 1977 et 1979 et membre de cette association de 1983 à 1991. 
En réunissant autour de lui à Aubagne des universitaires tels que Michel Lucain de Lille, Jacques Jousseau-Dubien de Bordeaux et Paul Arnaud de Grenoble, il a créé les Journées de l’innovation et de la recherche pour l’enseignement de la chimie (JIREC). Ces journées et les colloques apparentés se tiennent toujours de nos jours et rassemblent tout ce que les milieux internationaux francophones recèlent d'enseignants de chimie.
Marc Laffitte a présidé les concours du CAPES physique-chimie et de l'agrégation de sciences physique option chimie.

## Publications
Marc Laffitte a beaucoup publié pour l'enseignement. On lui doit notamment: 
- Les bases théoriques de la chimie (1965, Gauthier-Villars),
- un Cours de chimie minérale (1966),
- La réaction chimique avec Françoise Rouquerol en deux tomes (Masson, 1991).

Il a également travaillé à l'exposition Transformer la matière à la Cité des sciences et de l'industrie de La Villette (1986).